# Gilda Radner
Gilda Radner, née Gilda Susan Radner le 28 juin 1946 à Détroit dans le Michigan, et morte le 20 mai 1989 à Los Angeles en Californie, est une actrice et humoriste américaine.
Morte des suites d'un cancer de l'ovaire, elle est devenue aux États-Unis un symbole de la prévention et de la lutte contre le cancer.

## Biographie

### Débuts
Ayant grandi dans une famille juive aisée de Détroit, Radner étudie l'art dramatique à l'Université du Michigan puis déménage à Toronto. À la suite de sa première expérience professionnelle sur scène dans la comédie musicale Godspell, elle se joint au Toronto Second City, une troupe d'humour de la Ville-Reine. En compagnie d'un autre membre de la troupe, John Belushi, elle déménage à New York où elle participe à l'émission radiophonique National Lampoon Radio Hour ainsi qu'au spectacle The National Lampoon Show.

### Années 1970

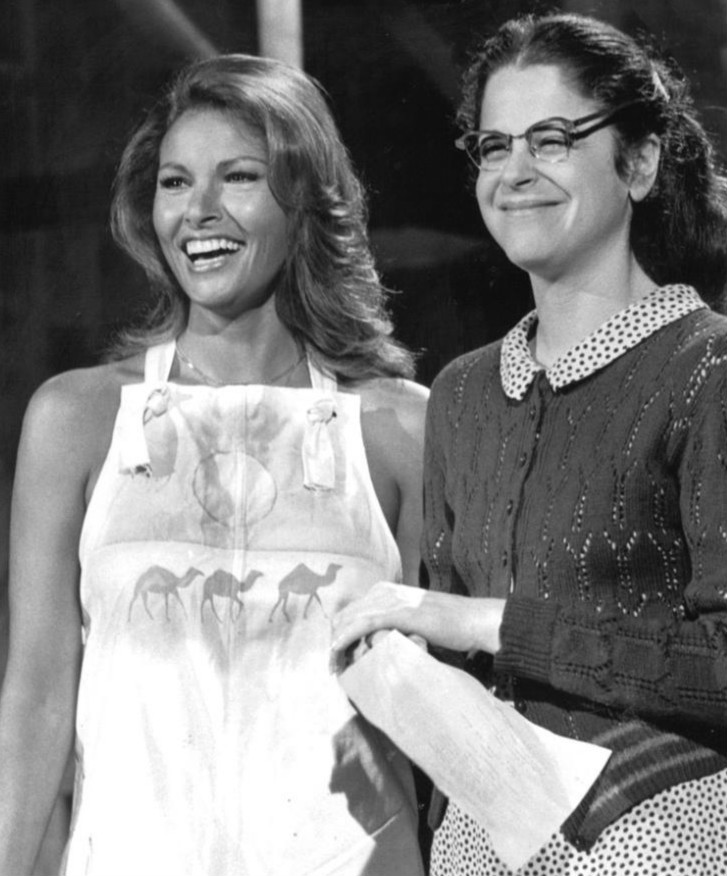
Gilda Radner (à dr.) aux côtés de Raquel Welch durant une émission du Saturday Night Live, le 24 avril 1976.

Elle se fait connaître du grand public comme membre de la troupe Not Ready For Prime Time Players dans le cadre de l'émission Saturday Night Live — elle est d'ailleurs la première à obtenir un emploi dans la troupe. À maintes reprises durant sa collaboration à l'émission de 1975 à 1980, Radner met son humour au service de personnages adorables et pleins de tendresse. Son jeu est apprécié autant du public que de la critique, et un magazine américain lui décerne le surnom d'America's Sweetheart (« la chouchou de l'Amérique »). Elle remporte en 1978 un Emmy de la meilleure prestation dans un second rôle féminin dans une émission de variétés ou musicale.
À cette époque, Radner lutte contre des problèmes de boulimie — elle a raconté à un reporter qu'elle avait vomi dans toutes les toilettes de la ville de New York — et a eu une liaison qui s'est mal terminée avec une autre vedette de Saturday Night Live de l'époque, Bill Murray. En 1979, le président du réseau NBC, Fred Silverman, lui propose d'animer sa propre émission de variétés à une heure de grande écoute, offre qu'elle décline.
Au cours de sa toute dernière saison de Saturday Night Live, Radner monte son propre spectacle à Broadway, où elle met en scène un contenu plus cru, que le réalisateur Mike Nichols capte sur pellicule. Le résultat est le film Gilda Live, sorti en 1980 au même moment que l'album du spectacle. Si le celui-ci est un succès, le film et l'album sont des échecs.

### Années 1980

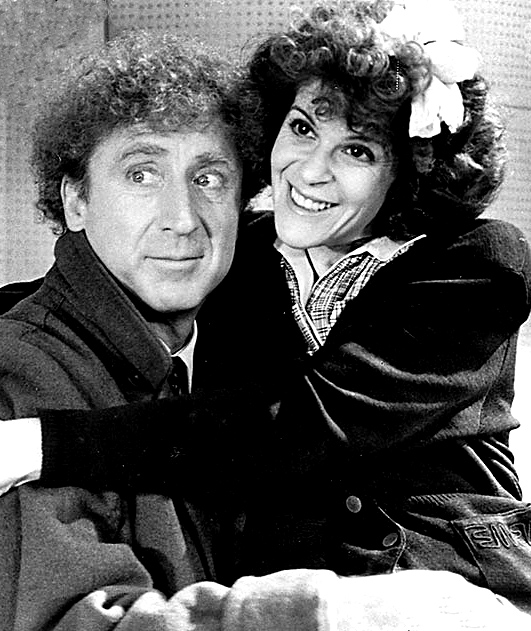
Gilda Radner aux côtés de Gene Wilder en 1986.

Elle épouse en 1980 un de ses partenaires du Saturday Night Live, G.E. Smith mais le couple divorce deux ans plus tard. Hormis quelques apparitions dans des films tels que La Folie aux trousses (Hanky Panky) en 1982, La Fille en rouge (The Woman in Red) en 1984 et Nuit de noce chez les fantômes (The Haunted Honeymoon) en 1986, ces deux derniers réalisés par son second mari, l'acteur Gene Wilder, Gilda Radner se fait discrète durant la majeure partie des années 1980.
En 1987, elle apprend qu'elle souffre d'un cancer de l'ovaire. En rémission, elle se consacre à l'écriture de son autobiographie : It's Always Something et fait un come back en 1988 : les critiques louent sa prestation dans son propre rôle dans un épisode du Garry Shandling Show. Il est également prévu qu'elle soit la maîtresse de cérémonie d'un épisode de Saturday Night Live, mais une grève des scénaristes annule prématurément la saison.

### Décès
Elle n'aura jamais la chance de revenir. En 1989, les médecins lui découvrent des métastases. Elle est admise au Cedars-Sinai Medical Center de Los Angeles pour y subir une radiothérapie. Après avoir reçu un sédatif, elle sombre dans le coma et meurt trois jours plus tard, le 20 mai 1989, sans avoir repris connaissance.

## Influence
Le décès de Gilda Radner rappelle au public l'existence et les dangers du cancer de l'ovaire. Dans un plaidoyer devant un sous-comité de la Chambre des représentants, Gene Wilder maintient que ce décès aurait pu être évité si ses médecins avaient fait preuve de plus de vigilance : entre autres éléments, quatre membres de la famille de Radner avait déjà été atteints par cette forme de cancer. À ce sujet, des émissions d'actualités tels que 20/20 de Barbara Walters et Night Line de Ted Koppel donnent lieu à des débats enflammés.
En 1991, Wilder crée le Gilda Radner Cancer Detection Program, affilié au Centre médical Cedars-Sinai, un programme de dépistage et de suivi de patientes à risques. En 1995, avec l'aide de Wilder et de Joel Siegel, la psychothérapeute Joanna Bull fonde à New York le Gilda's Club, un groupe de soutien et d'entraide destiné aux victimes du cancer et à leurs proches. Depuis, des centres semblables ont été ouverts dans 25 villes d'Amérique du Nord. Au Québec, le centre de Montréal est connu sous le nom de Maison Gilda Radner.
En 2002, le réseau ABC diffuse un téléfilm sur la vie de Gilda Radner intitulé It's Always Something, avec Jami Gertz dans le rôle-titre.

## Distinction

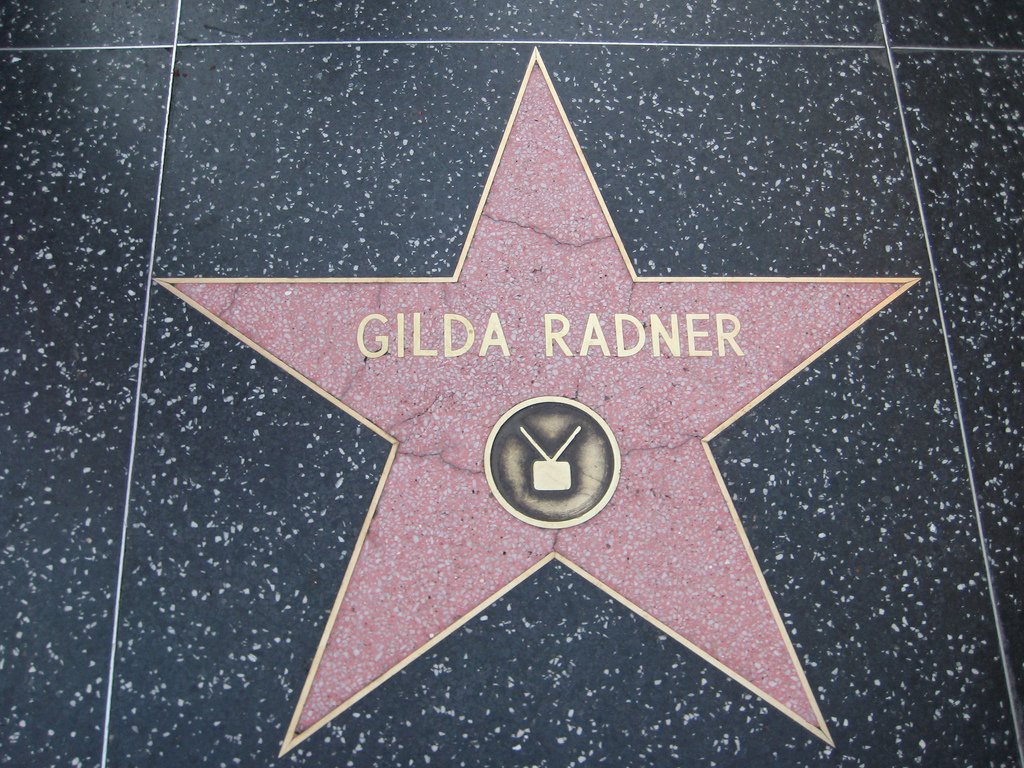
L'étoile de Gilda Radner sur le Walk of Fame à Hollywood.

En 2003, une étoile est attribuée à titre posthume à Gilda Radner sur le Walk of Fame à Hollywood.

## Filmographie
- 1973 : La Dernière Corvée (The Last Detail) de Hal Ashby
- 1974 : Le shérif est en prison (Blazing Saddles) de Mel Brooks
- 1978 : All You Need Is Cash d'Eric Idle
- 1980 : Animalympics de Steven Lisberger (animation)
- 1980 : First Family (en) de Buck Henry
- 1980 : Gilda Live de Mike Nichols
- 1982 : La Folie aux trousses (Hanky Panky) de Sidney Poitier
- 1984 : La Fille en rouge (The Woman in red) de Gene Wilder
- 1985 : Movers and Shakers de William Asher
- 1986 : Nuit de noce chez les fantômes (Haunted Honeymoon) de Gene Wilder